# Christophorus-Kantorei Altensteig
Die Christophorus-Kantorei Altensteig ist der Chor des Christophorus-Gymnasiums in Altensteig im Nordschwarzwald mit Mädchen- und Jungenstimmen im Alter von 14 bis 18 Jahren. Geleitet wird der Chor seit 1993 von Michael Nonnenmann, gegründet wurde er 1962 von Jürg Wieber. In speziellen Chorklassen und im Christophorus-Kinderchor werden die Choristen an das Singen im Konzertchor hingeführt. Neben intensiver Probenarbeit erhält jedes Chormitglied Einzelunterricht bei Stimmbildnern.

## Repertoire

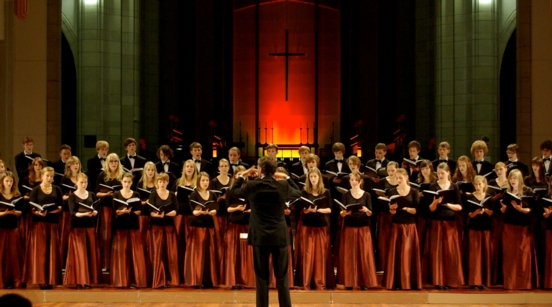
Konzert in Auckland (Neuseeland), 2011

Die Christophorus-Kantorei verfügt über ein weit gespanntes Repertoire geistlicher und weltlicher Chormusik a cappella – mit einem Schwerpunkt auf zeitgenössischen Chorwerken. Besondere Höhepunkte bilden darüber hinaus die Aufführungen oratorischer Werke, Opern und Musicals.

## Konzerttätigkeit
Die Christophorus-Kantorei gibt jährlich etwa 30 Konzerte im In- und Ausland. Jedes Frühjahr findet eine zweiwöchige Tournee statt, die den Chor in nahezu alle europäischen Länder, nach Südafrika, Argentinien, in die USA, nach Neuseeland und Namibia führten.

## Auszeichnungen

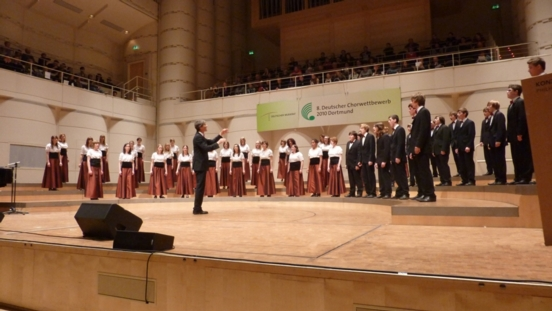
Preisträgerkonzert beim Deutschen Chorwettbewerb 2010 in Dortmund

- 1997, 2001, 2005, 2009: 1. Preis beim Landeschorwettbewerb Baden-Württemberg
- 2000: 1. Preis cum laude beim European Music Festival for the Youth in Neerpelt/Belgien
- 2002, 2006: 3. Preis beim Deutschen Chorwettbewerb in Osnabrück bzw. Kiel
- 2005: 1. Preis beim Festival Internacional de Música de Cantonigròs in Spanien
- 2008: 3. Preis beim International Musical Eisteddfod in Llangollen/Wales
- 2009: 2. Preis und Publikumspreis beim Internationalen Kammerchor-Wettbewerb Marktoberdorf
- 2009: Kulturpreis (Jugendförderpreis) des Landes Baden-Württemberg
- 2010: 1. Preis beim Deutschen Chorwettbewerb in Dortmund
- 2013: Zwei Goldene Diplome und Sonderpreis für die beste Präsentation des zeitgenössischen Repertoires beim Festival Mundus Cantat Sopot/Polen[1]
- 2015: Zwei Goldene Bänder und Grand Prix des International Youth Music Festival in Bratislava/Slowakei[1]
- 2017: 1. Preis mit Goldzertifikat und 3. Preis mit Goldzertifikat beim Harmonie Festival in Limburg-Lindenholzhausen[2][3]
- 2017: Zwei Goldene Stempel beim Tampere Vocal Music Festival Tampereen Sävel in Tampere/Finnland[4]
- 2018: 1. Preis und Sonderpreis Zeitgenössische Musik beim Internationalen Chorwettbewerb in Zadar/Kroatien[5]

## Diskographie (Auswahl)
- 1996 – Internationale Chormusik
- 1998 – Jauchzet dem Herren
- 2002 – Cantate Domino
- 2007 – Geistliche und weltliche Chormusik
- 2012 – O du Fröhliche
- 2012 – Laudate omnes gentes
- 2012 – Insalata Vocale
- 2017 – Verleih uns Frieden